# Jamestown (Rhode Island)
Pour les articles homonymes, voir Jamestown.
Jamestown est une ville américaine (town) située dans le comté de Newport dans l'État de Rhode Island.
La municipalité s'étend sur 35,32 milles carrés (91,48 km2), dont 9,45 milles carrés (24,48 km2) de terres. Elle englobe l'île Conanicut et les îles inhabitées de Dutch Island (en) et Gould Island (en), dans la baie de Narragansett. 
Le bourg de Jamestown se situe au sud-est de l'île de Conanicut. Le Claiborne Pell Newport Bridge le relie à Newport située sur l'île Aquidneck.
Selon le recensement de 2010, la ville compte 5 405 habitants.